# San Paolo (Pago)
San Paolo  (in croato Veli Sikavac o Veliki Sikavac) è un'isola disabitata della Dalmazia settentrionale nella regione zaratina, in Croazia. Si trova nel mare Adriatico a sud di Pago. Assieme all'adiacente isolotto Scanio sono anche chiamati scogli Zicovza.
Amministrativamente appartiene al comune di Pago nella regione zaratina.

## Geografia
San Paolo è il naturale prolungamento del promontorio meridionale di Pago di punta Scamniza (Škamica) che divide valle Pogliana Vecchia (uvala Stara Povljana) da valle Scania o Vlassich (uvala Vlašići) e si trova nella baia di Giuba o vallone di Gliubaz (Ljubački zaljev). Lo stretto canale (ampiezza minima 90 m) tra San Paolo e punta Scamniza si chiama Tjesnac Škamica; a sud-est il passaggio Ždrilo divide l'isola da Scanio che dista circa 270 m.
L'isola ha una superficie di 0,148 km², la sua costa è lunga 1,76 km, l'altezza è di 21 m s.l.m..

### Isole adiacenti
- Leporine, a sud-ovest a 1,6. km[2].
- Scanio (Mali Sikavac), a sud-est.

### Cartografia
- (HR) Mappa topografica della Croazia 1:25000, su preglednik.arkod.hr. URL consultato il 12 giugno 2017.
- Carta di cabottaggio del mare Adriatico, foglio VII, Milano, Istituto geografico militare, 1822-1824. URL consultato il 12 giugno 2017 (archiviato dall'url originale il 13 aprile 2013).